# Mistrzostwa Świata FIBT 1934
Mistrzostwa Świata FIBT 1934 odbyły się w dniu 1 lutego 1934 w szwajcarskiej miejscowości Engelberg, gdzie rozegrano konkurencję męskich dwójek i w niemieckim Garmisch-Partenkirchen, gdzie rozegrano konkurencję czwórek bobslejowych.

## Dwójki
- Data: 1 lutego 1934

| Miejsce | Narodowość | Zawodnik                         | czas |
| ------- | ---------- | -------------------------------- | ---- |
| 1       | Rumunia    | Alexandru Frim Vasile Dumitrescu | -    |
| 2       | III Rzesza | Hermann von Mumm Fritz Schwarz   | -    |
| 3       | Rumunia    | Alexandru Papană Dumitru Hubert  | -    |

## Czwórki
- Data: 1 lutego 1934

| Miejsce | Narodowość | Zawodnik                                                              | czas |
| ------- | ---------- | --------------------------------------------------------------------- | ---- |
| 1       | III Rzesza | Hanns Kilian Fritz Schwarz Hermann von Valta Sebastian Huber          | -    |
| 2       | Rumunia    | Emil Angelescu Teodor Popescu Dumitru Gheorghiu Ion Gribincea         | -    |
| 3       | Francja    | Jean de Suarez d’Aulan Jacques Rheins William Beamisch Jacques Bridou | -    |

## Tabela medalowa
| Miejsce | Państwo    |   |   |   | Razem |
| ------- | ---------- | - | - | - | ----- |
| 1.      | Rumunia    | 1 | 1 | 1 | 3     |
| 2.      | III Rzesza | 1 | 1 | 0 | 2     |
| 3.      | Francja    | 0 | 0 | 1 | 1     |